# Grupo Abril
O Grupo Abril é um conglomerado de mídia brasileiro fundado em 1950, sediado em São Paulo e que atua principalmente no mercado de editoração, publicando títulos como Veja, além de possuir negócios nas áreas de logística, por meio da Total Express, e distribuição, com a Dinap. 
Foi um dos maiores e mais influentes grupos de comunicação da América Latina. Ao longo de sua história expandiu e diversificou suas operações, oferecendo conteúdo em multiplataformas.

## História

### Primeiras décadas: 1950–1990

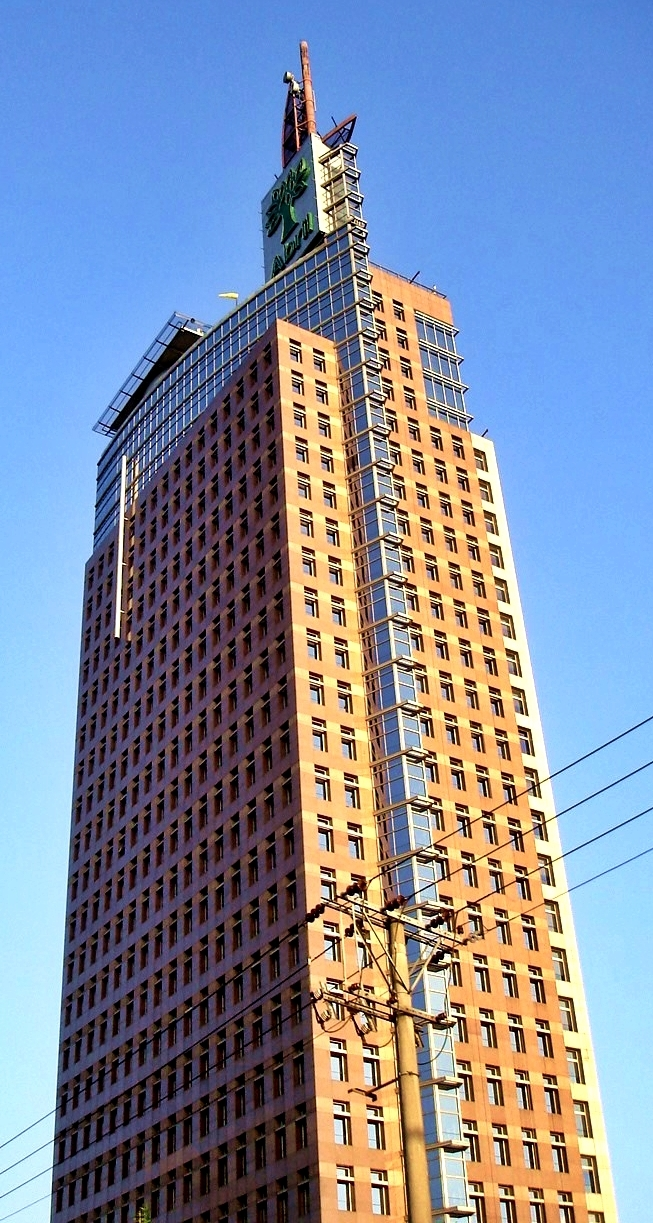
Edifício Birmann 21, em São Paulo, prédio que abrigou a sede do Grupo Abril até 2018.

Em 1950, Victor Civita como Editora Primavera, nom Editora Abril, o Grupo Abril é hoje um dos maiores e mais influentes grupos de comunicação da América Latina. Ao longo de sua história, expandiu e diversificou suas operações, e hoje fornece conteúdo em multiplataformas.
Em maio de 1950 Victor Civita, um jornalista e empresário descendente de judeus italianos, nascido nos Estados Unidos e naturalizado brasileiro, fundou a Editora Primavera. Seu primeiro título foi a revista Raio Vermelho, uma revista em quadrinhos com títulos de origem italiana, que não faz muito sucesso. Em julho rebatizou sua empresa como Editora Abril,pois na Europa, nesse mês, inicia-se a primavera. O nome havia sido usado por seu irmão, Cesar Civita, em uma editora na Argentina. Seu ícone é a árvore, pois representa a fertilidade, a própria imagem da vida. A cor verde foi escolhida por simbolizar a esperança e o otimismo.
A Editora Abril começou com a publicação de O Pato Donald, uma revista em quadrinhos, num pequeno escritório no centro de São Paulo, com apenas seis funcionários. Com investimentos em treinamento e tecnologia, a empresa se tornou já no fim da década uma das referências jornalísticas do país em texto, fotografia, edição e produção.
Em 1960, Victor Civita promoveu uma inovação no mercado editorial e iniciou a publicação de obras de referência em fascículos. A chegada às bancas do conhecimento antes restrito às bibliotecas e livrarias foi um enorme sucesso. No ano seguinte, o crescimento da família Disney e o lançamento de Zé Carioca estimularam a produção de quadrinhos nacionais. Recreio, lançada em 1969, levou mais adiante a proposta de educar divertindo, com suas histórias e atividades.
A Abril acompanhou ao longo dos anos as mudanças da sociedade brasileira. O crescimento do turismo e da indústria automobilística, por exemplo, fez nascer Quatro Rodas, Guia Quatro Rodas e Viagem e Turismo. Futebol e sexo ganharam revistas sobre o assunto com Placar, Playboy, VIP e Men's Health; e a Veja, que é hoje a maior revista do país e a terceira maior revista semanal de informação do mundo.
As revistas femininas também tiveram espaço na Abril desde os anos 50. A precursora, em 1952, foi a Capricho, inicialmente com fotonovelas e, em 1981, reformulada para falar com as adolescentes. Pouco depois vieram a Manequim, a primeira revista de moda da Abril, e a Claudia, que nasceu em 1961 e hoje é a maior revista feminina do país. Nas décadas seguintes, surgiriam inúmeros títulos, entre eles Nova e Elle, Estilo de Vida, Gloss e, recentemente, Women's Health.

### Década de ouro: 1990–1999
Em 1990, o Grupo Abril, juntamente com a Viacom, criou a MTV Brasil, a maior emissora de música e TV segmentada do Brasil. Na mesma década criou a TVA, atual Vivo TV, uma das pioneiras na televisão por assinatura, que atualmente comercializa banda-larga à Internet através do Ajato, atual Vivo Fibra, e também foi criada a TVA Digisat, que foi substituída pela DirecTV. Criou o BOL, que foi fundido com o UOL após adquirir parte do provedor. Em 1995 entrou em sociedade com a Time Warner e a Sony Pictures para formar, com o Disney Channel e com a OLE Partners, o Sony Entertainment Television e o Warner Channel. Além da HBO Brasil, a Abril detinha a ESPN Brasil (50% com a Disney), Bravo Brasil (uma parceria com a Bravo Network), Eurochannel, CMT Brasil (50% com a Gaylord Company). Ainda havia um plano para criar o CNA, um canal de notícias.
A TVA teve problemas para administrar a DirecTV, o que fez com que a Abril tivesse prejuízos e com isso vendesse sua parte na ESPN Brasil, depois o Eurochannel, e uma a uma de suas mídias televisivas (inclusive DirecTV), a MTV foi a única que escapou. A crise se agravou e obrigou a Abril a vender também o UOL e desistir de suas fitas cassete, no final restou a Editora, a TVA e a MTV.

### Década de 2000
Possui ainda uma grande operação de distribuição e logística que atende a todo o território nacional com as empresas Dinap, Treelog, FC Comercial, Total Express e Entrega Fácil.
Com 52.500 m² de área ocupada e produção de 568 milhões de exemplares impressos, a Abril Gráfica é considerada a maior da América Latina. Conquistou as certificações Forest Stewardship Council (FSC) e Programme for the Endorsement of Forest Certification Schemes (PEFC), que garantem manejo responsável de florestas. Em 2001, o Grupo Abril, vendeu ao portal UOL ao Grupo Folha.
A partir de 2004, a empresa passou a dedicar boa parte de seus investimentos na área da educação. Hoje a Abril Educação é formada pelas Editoras Ática e Scipione, pelos Sistemas de Ensino SER e Anglo, SIGA (curso preparatório para concursos públicos) o Colégio e Curso pH, do Rio de Janeiro, Escola Maximus e o Grupo ETB (Escolas Técnicas do Brasil). No início de 2010, a empresa passou a atuar separadamente do Grupo Abril, por meio de uma reorganização societária.
No mês de maio de 2006, o Grupo Abril anunciou a sociedade com o Naspers, grupo de mídia sul-africano, que passou a deter 30% do capital da empresa, incluindo a compra dos 13,8% que pertenciam aos fundos de investimento administrados pela Capital International, desde julho de 2004. Em 2007, a Telefônica Brasil adquiriu parte da Televisão Abril de 49% da Editora Abril.
Em 1º de outubro de 2007, o Grupo Abril criou a Ideal TV, lançado pela primeira vez na televisão por assinatura. A programação do canal, dirigido por Maria Teresa Gomes, era composta por programas voltados para a área empresarial com três núcleos: gestão de negócios, gestão de carreira e bem viver, destinada ao público empreendedor, ávido por informação e atento aos acontecimentos mundiais, profissionais que vivem o desafio diário de mostrar bons resultados para a empresa, manterem-se competitivos no mercado de trabalho e ainda ter tempo para a vida pessoal. A programação também contava com boletins informativos ao longo da programação, com notícias atualizadas durante todo o dia. O formato do canal era denominado de canal de negócios segundo o jornal britânico Financial Times. Inicialmente, era transmitido 18 programas de produção própria, aquisições de produtoras nacionais e internacionais – incluindo da BBC. Ele era presente na TVA, Telefônica TV Digital (atualmente Vivo TV) e TVN. Em 20 de julho de 2009 o canal foi encerrado às 23h59. Os motivos para o encerramento do canal foram a recusa das operadoras Sky e Net Brasil em incluir o canal em seus pacotes e os baixos índices de audiência.
Em 2008, o Grupo Abril aderiu, como membro fundador e primeira empresa brasileira de comunicação, ao Greenhouse Gas Protocol (GHG Protocol), metodologia internacional mais usada por empresas para quantificar e gerenciar suas emissões de gases de efeito estufa.

### Década de 2010
Em agosto de 2010, o Grupo Abril anunciou uma nova estrutura da empresa, passando a se organizar em quatro grandes pilares – Mídia, Distribuição e Logística, Gráfica e Educação.
- Mídia: compreende a Editora Abril, MTV Brasil (inclui MTV e portal), Mídias Digitais e Elemídia.
- Distribuição: é representada pela DGB, holding de Distribuição e Logística que reúne as empresas Total Express, Entrega Fácil, Dinap, Treelog e FC Comercial, sob comando de Douglas Duran, a partir de 2013
- Gráfica Abril: a maior da América do Sul.
- Educação: que inclui as editoras Áticas, Scipione, o sistema de ensino SER e Grupo Anglo, SIGA (curso preparatório para concursos públicos), o Colégio e Curso pH, do Rio de Janeiro, e o Grupo ETB (escolas Técnicas do Brasil), de São Paulo. Por meio de uma reorganização societária, a Abril Educação foi separada do Grupo Abril no início de 2010.

Em novembro de 2011, o Grupo Abril adquiriu a empresa de logística Total Express, uma das maiores distribuidoras de encomendas por meio de entregas expressas.
Em 3 de julho de 2012, a empresa comprou toda totalidade das ações da empresa de Mídia digital out of home Rede Elemídia.
Em 23 de julho de 2012, a Abril Educação anunciou a compra de 51% da escola de idiomas Red Balloon.
Os anos de 2012 e 2013 foram momentos com muitas especulações sobre a entrega da marca da MTV Brasil para sua detentora internacional Viacom. Com a morte de Roberto Civita presidente da empresa, o Grupo Abril noticiou uma nova reestruturação da empresa. Cerca de 70 funcionários do grupo foram dispensados, e que deveriam ser extintas no país as revistas Playboy, Capricho e Contigo. Também foram noticiados por sites que a empresa não deveria seguir com a marca da MTV no país. Já em 2013, o Grupo Abril confirmou que iria devolver, ainda em outubro de 2013, a marca da MTV para a Viacom, sendo assim, a MTV Brasil deixa de fazer parte do grupo, O grupo pretendia vender o canal para um "melhor negócio", já que não pretendia lançar o novo canal e nem seguir no ramo televisivo.
Em agosto de 2013, o grupo anunciou o fim das revistas Gloss, Bravo!, Alfa e Lola, e alterações na revista Contigo. Em resposta, a empresa disse que as revistas finalizadas têm 2% de receita de publicidade e cerca de 150 funcionários foram dispensados.
Em 18 de dezembro de 2013, num comunicado oficial, Fábio Colletti Barbosa, presidente do Grupo Abril, anunciou a venda da concessão da TV aberta ao Brasil para Spring Comunicação, que edita a revista Rolling Stone no país, entre outras revistas. Este grupo pertence ao ex-vice-presidente do SBT e Band, José Roberto Maluf. Ao ser aprovado pelo Ministério das Comunicações e pelo Conselho Administrativo de Defesa Econômica (Cade), a MTV Brasil foi vendida ao Spring Comunicação.. O Ministério Público Federal chegou acordo em 2015 a luta da venda do antigo canal 32 UHF contra o Grupo Abril, foi justificado pelo análise do Ministério das Comunicações e pelo Cade.
Em 11 de fevereiro de 2014, O Grupo Abril informou que analisava propostas de investidores interessados na Abril Educação, o que "poderá inclusive envolver a alteração na composição do controle" da companhia. Criada em 2007, como um braço do Grupo Abril, a Abril Educação passou a atuar separadamente da Abril S.A. no início de 2010, por meio de uma reorganização societária. Fazem parte da empresa: as editoras Ática e Scipione, os sistemas de ensino Anglo, Ser, Maxi e GEO, o Siga (focado na preparação para concursos públicos), o Curso e Colégio pH, o Grupo ETB (Escolas Técnicas do Brasil), a Escola Satélite, a rede de escolas de inglês Red Balloon e a Livemocha, ensino de idiomas.
Em julho de 2014, a Editora Abril comunicou a transferência da Máxima e de mais nove de seus títulos de revistas para a Editora Caras. Tais transferências se referiam às revistas “Aventuras na História”, “Bons Fluidos”, “Manequim”, “Minha Casa”, “Minha Novela”, “Recreio”, “Sou+Eu”, “Vida Simples” e “Viva Mais”. De acordo com o comunicado, a Editora Caras passa a ser responsável pela produção de conteúdo, circulação e venda de publicidade da Máxima e dessas revistas. Contudo, os serviços de assinaturas, distribuição e gráfica continuariam a ser prestados pelo Grupo Abril, visto que as duas editoras são parceiras.
Em junho de 2015, algumas revistas pararam de circular na versão impressa e passaram a sua versão digital, entre elas a Capricho, título do segmento jovem, e a Guia 4 Rodas, que apesar das mudanças continuou sob o comando da editora. Também em 2015 se concretizou a descontinuação das versões brasileiras das revistas Men's Health, Women's Health e Playboy.
O Grupo Abril comunicou, em agosto de 2016, que "apresentou ao mercado(...) sua nova visão estratégica" e, "com o slogan 'bem-vindo à indústria do conhecimento', a empresa aposta na mudança da perspectiva sobre seus negócios e reapresentou seu portfólio completo de serviços: Mídia, Assinaturas, Print, Total Express, Licensing, Casa Cor, Abril Branded Content (ABC) e Abril Big Data (ABD)".
- Na área de Mídia: tem 90 publicações, 14 sites e 26 eventos, e a empresa apresenta sua expansão, com serviço de gestão de fidelidade e venda recorrente para produtos e serviços de multiassistência.
- No pilar Casa Cor, mostra de arquitetura, design de interiores e paisagismo nas Américas, acontece anualmente em várias cidades.
- A Total Express, empresa de logística e cadeia de suprimentos.
- A Abril Print produz milhões de exemplares anualmente, em diversos formatos e tecnologias.
- O Abril Branded Content (ABC), um estúdio que produz conteúdo customizados, como peças publicitárias para seus clientes.
- O Abril Big Data (ABD), empresa que reforça a migração do banco de dados para o banco de fatos e que cria jornadas com os consumidores, gerando resultados para os anunciantes. Emprego de peças divulgadas na mídia e nas publicações e sites da casa.[28]

### Recuperação judicial
Em 19 de julho de 2018, a família Civita deixou o comando do Grupo Abril, que foi assumido pelo empresário Marcos Haaland, sócio da empresa de consultoria Alvarez & Marsal. No mês seguinte, a empresa anunciou seu pedido de recuperação judicial, após acumular dívidas no valor de R$ 1,6 bilhão.
Em 20 de dezembro de 2018, o Grupo Abril anunciou que os seus negócios foram vendidos pela família Civita para o empresário carioca Fábio Carvalho, sócio das varejistas Leader e Casa & Video, pelo valor simbólico de R$ 100 mil. Com a venda, Carvalho — que é especializado em adquirir empresas em situação financeira deficitária — assumiu a dívida de R$ 1,6 bilhão da Abril, que segue com a recuperação judicial em curso, e está injetando o valor R$ 70 milhões no grupo para dar fôlego ao negócio. A Abril seguiu no comando da Alvarez & Marsal até que a transação recebesse aprovação do Conselho Administrativo de Defesa Econômica (Cade). O Cade aprovou a venda, sem ressalvas, no dia 8 de janeiro de 2019. O processo de venda foi concluído em 17 de abril de 2019 e Carvalho assumiu como novo presidente executivo do grupo.

## Negócios
- Editora Abril
  - Claudia — revista feminina
  - Guia do Estudante — revista de educação
  - Veja — revista de informação
  - Almanaque Abril — enciclopédia
  - Grande Enciclopédia Larousse — revista de informação
  - Casa Cor — revista de decoração/arquitetura
  - Veja Saúde — revista de bem-estar/saúde
  - Superinteressante — revista de história/curiosidades, versão brasileira de Muy Interesante
  - Quatro Rodas — revista de esportes
  - Placar — revista de esportes
  - Guia Quatro Rodas — revista de turismo
  - Viagem e Turismo — revista de turismo
- Abril Digital
  - Abril.com: foi um portal de notícias e entretenimento com mais de 80 sites e mais de 156 milhões de visualizações, com cerca de 26 milhões de visitantes únicos e 48 milhões de visitas em 2009.[38][39]
  - MdeMulher
- Dinap — empresa de distribuição e logística
- Treelog — empresa de distribuição e logística
- Total Express — empresa de distribuição e logística
- Entrega Fácil — empresa de distribuição e logística
- FC Comercial — empresa de distribuição e logística
- Magazine Express — empresa de distribuição e logística
- Xeriph Distribuidora de Ebooks — empresa de distribuição e logística